# Грязнушка (приток Шагана)
Грязнушка — река в Оренбургской области России, правый приток реки Шаган (приток Урала). Относится к Уральскому бассейновому округу. Общая длина реки 24 км.
Река берёт начало в балке Старцев Дол в Первомайском районе Оренбургской области. Грязнушка впадает в Чаган недалеко от посёлка Ляшево, где река Чаган на 168 км меняет своё направление на юго-западное. Приток — река Солянка.
Река многоводна только в весеннее время. Обладает умеренной загрязнённостью в связи с эксплуатацией Зайкинского месторождения, что оказывает негативное воздействие на поверхностные воды реки. В последние десятилетия из-за ряда плотин река сильно заросла.